# Teraferma
Domini di Terraferma (beneško domini de terraferma ali stato da tera, liter. 'celinske domene' ali 'celinska država') je bilo zaledno ozemlje Beneške republike onkraj jadranske obale v severovzhodni Italiji. Bilo je eno od treh pododdelkov posesti republike, druga dva sta bila prvotni Dogado (Beneška vojvodina) in Stato da Màr (čezmorska ozemlja Istra, Dalmacija, Črna gora, Albanija, Grčija in predvsem Jonski otoki, Peloponez, Kreta, Kikladi, Evbeja, pa tudi Ciper).

## Geografija
V največjem obsegu je vključevala današnje italijanske regije Benečija, Zahodna in Srednja Furlanija - Julijska krajina ter vzhodne dele Lombardije (tj. današnji pokrajini Bergamo in Brescia) do reke Adda, kjer je mejila na cesarsko Milansko vojvodino.
Na jugu je spodnja reka Pad (Polesine) tvorila mejo s Papeško državo. Terraferma je obsegala zahodni in osrednji del zgodovinske Furlanije, razen skrajnega vzhodnega dela ob reki Soči, cesarska Goriška. Na severu so Karnijske in Julijske Alpe označevale mejo z notranjeavstrijskima vojvodinama Koroško in Kranjsko.

## Zgodovina
Benetke so leta 1337 osvojile Mestre na kopnem od vladarjev Scaliger iz Verone, nato pa leta 1339 še Treviso in Bassano del Grappa. Razvoj province Terraferma se je pravzaprav začel z nastopom doža Michele Stena leta 1400, ki je sistematično vodil kampanjo v beneškem zaledju, da bi zagotovili trgovino in preživetje za državljane Benetk. Njegova naslednika Tommaso Mocenigo in Francesco Foscari sta povečala posest ne le v škodo Scaligerijev, ampak tudi na račun Carraresijev iz Padovi (Francesco Novello da Carrara je bil usmrčen leta 1406) in Viscontijev iz Milana.
Leta 1420 so Benetke priključile furlanska ozemlja oglejskega cesarskega patriarhata od jadranske obale do Pontebbe v Julijskih Alpah. Cesar Sigismund Luksemburški je moral leta 1433 priznati pridobitev; štiri leta pozneje je ozemlje uradno prepustil Benetkam kot cesarski fevd. Leta 1523 se je cesar Karel V. končno odrekel vsem naslovom kot fevdalec.
Ob padcu republike in pogodbi iz Campo Formia so Domini preživeli kratek čas pod francosko oblastjo, dokler jih Napoleon Bonaparte leta 1797 ni odstopil Avstriji, leta 1805 pa so se nekdanji Domini združili z Napoleonovim Italijanskim kraljestvom (1805–14), leta 1815 pa s tem, kar je ostalo od Lombardije, postane Lombardsko-beneško kraljestvo pod nadzorom Avstrijskega cesarstva. Leta 1866 je bila združena v Kraljevino Italijo kot posledica tretje italijanske osamosvojitvene vojne.